# Albertis Harrison
Albertis Sydney Harrison Jr. (Alberta, 11 gennaio 1907 – Lawrenceville, 23 gennaio 1995) è stato un politico statunitense.

## Biografia
Fu il cinquantanovesimo governatore della Virginia. Sposatosi con Lacey Virginia Barkley Albertis ebbe da lei due figli.